# 3026 Sarastro
3026 Sarastro è un asteroide della fascia principale del diametro medio di circa 17,6 km. Scoperto nel 1977, presenta un'orbita caratterizzata da un semiasse maggiore pari a 3,0318513 UA e da un'eccentricità di 0,0284008, inclinata di 9,65037° rispetto all'eclittica.
L'asteroide è dedicato al personaggio de Il flauto magico di Mozart, Sarastro.